# Sormovskiy
Die Fluss-Seeschiffe der Serie Sormovskiy-, manchmal auch Project No. 614, sind fluss- und kanalgängige Küstenmotorschiffe.

## Geschichte
Hergestellt wurde die Serie ab 1968 bis Anfang der 1990er Jahre. Der Grundtyp wurde von der Werft Krasnoye Sormovo in Gorkiy hergestellt, die von 1968 bis 1986 etwa 40 Schiffe des Typs baute. In den 1970er und 1980er Jahren entstand eine Reihe von Sormovskiys auf zwei russischen und bulgarischen Werften. Den zweiten großen Teil der Serie lieferte die Werft Estaleiros Navais de Viana do Castelo im portugiesischen Viana do Castelo ab. Mit rund 60 gebauten Einheiten zählt der Typ zu den erfolgreichsten Entwürfen dieser Art. Die Verteilung der Schiffe erfolgte auf die folgenden Reedereien: Western River Shipping Company in Kaliningrad, die White Sea & Onega River Shipping Company und die North-Western River Shipping Company in St. Petersburg, Northern River Shipping Company in Archangelsk, die United Volga River Shipping Company in Astrakhan, die Volga-Don River Shipping Company in Taganrog, sowie die Amur River Shipping Company in Nikolajewsk am Amur.

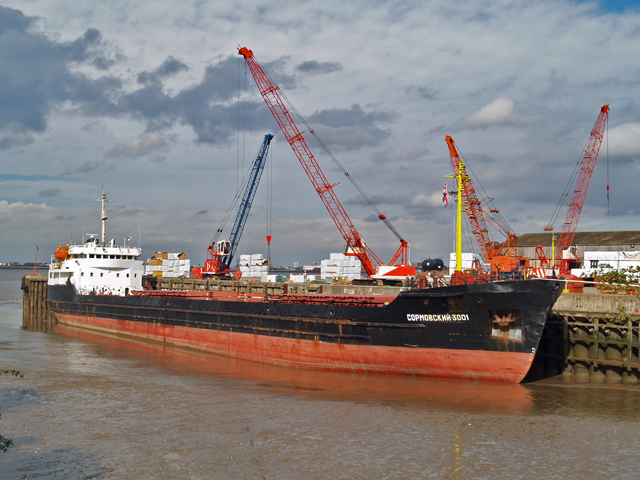
Sormovskiy-3001 in einem britischen Hafen

Die einzelnen Schiffe unterscheiden sich, je nach Variante, durch kleinere Unterschiede in der Schiffsgröße, die Ausrüstung mit verschiedenen Motorenbaumustern und anderen Besonderheiten, mit denen sie auf den jeweiligen Einsatz abgestimmt wurden. Die Portugalbauten (siehe Bild in der Infobox) besitzen geringfügig größere Abmessungen als der Grundentwurf. Die Namensgebung war schlicht. Alle Schiffe erhielten den Namen Sormovskiy, gefolgt von einer Zahl.
Eingesetzt werden die Schiffe vorwiegend auf kombinierten Binnen- und Küstendiensten der kleinen Fahrt. In Nordeuropa wurden die Sormovskiys meist im Ostseeraum genutzt, teilweise aber auch bis in die Nordseehäfen. Die Nutzung wurde dabei durch die Limitierung auf Fahrten bei geringeren Windstärken und bestimmten Höchstabständen zur Küste eingeschränkt. Das führte insbesondere in den 1970er bis 1990er Jahren in einigen Nordseeflussmündungen bei entsprechenden Schlechtwetterlagen zu häufig auch größeren Flotten von Windliegern dieses Typs.

## Technik
Angetrieben werden die Schiffe der Baureihe von zwei 4-Takt-Dieselmotoren. In der Serie wurden verschiedene Motorbaumuster des Herstellers VEB Schwermaschinenbau „Karl Liebknecht“ verbaut. Die frühen Schiffe der Krasnoye Sormovo-Werft wurden mit je zwei Exemplaren des SKL-Typs 6NVD48A-2U mit zusammen 971 kW bestückt, die späteren Exemplare aus Portugal erhielten je zwei leistungsgesteigerte SKL-Motoren des gleichen Typs, die 1280 kW leisteten.
Die Rümpfe wurden in Sektionsbauweise zusammengefügt. Die Schiffe besitzen weit achtern angeordnete feste Aufbauten ohne Hubbrücke. Die Schiffe verfügen über vier Laderäume mit rund 4300 m3 Ballenrauminhalt (Portugalbauten: 4700 m3) und vier Luken. Die Schiffe wurden ohne Ladegeschirr abgeliefert.